# فرنسيسكو خافيير سالازار ساينز
فرنسيسكو خافيير سالازار ساينز (بالإسبانية: Francisco Javier Salazar Sáenz)‏ هو نقابي وسياسي مكسيكي، ولد في 1958. حزبياً، نشط في حزب العمل الوطني. وقد انتخب عضو مجلس الشيوخ من المكسيك وانتخب عضو مجلس النواب المكسيك.